# Función armónica

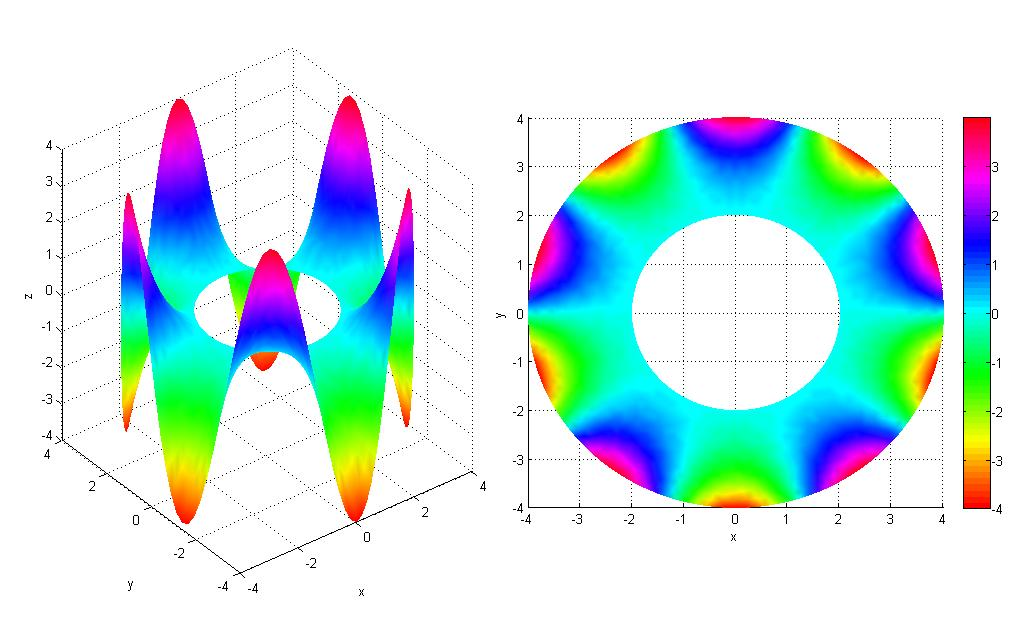
Funciones armónicas definidas en la banda del anillo.

En matemáticas, sea f : D → R (donde D es un subconjunto abierto de Rn) una función real de n variables, se le llama armónica en D si sobre D tiene derivadas parciales continuas de primer y segundo orden y satisfacen la ecuación de Laplace:

{\displaystyle {\frac {\partial ^{2}f}{\partial x_{1}^{2}}}+{\frac {\partial ^{2}f}{\partial x_{2}^{2}}}+\cdots +{\frac {\partial ^{2}f}{\partial x_{n}^{2}}}=0}

en D. Esto se suele escribir como
{\displaystyle \nabla ^{2}f=0} o también como {\displaystyle \ \Delta f=0.}

## Ejemplos
Si trabajamos con una única variable real, las soluciones a la ecuación de Laplace son siempre sinusoides, es decir, combinaciones lineales de senos y cosenos. En dimensiones superiores y con variable compleja puede ser más complicado. Aquí presentamos unos ejemplos:

### Ejemplos de funciones armónicas de dos variables
- La parte real e imaginaria de cualquier función holomorfa
- La función {\displaystyle f(x,y)=\ln(x^{2}+y^{2})} definida en {\displaystyle \mathbf {R} ^{2}-{0}} (así como lo es por ejemplo el potencial eléctrico debido a una carga en línea, y el potencial gravitatorio debido a una masa cilíndrica)

- Si {\displaystyle u} es una función armónica y le aplicamos una transformación conforme del plano, continúa siendo armónica.

### Ejemplos de funciones armónicas denvariables
- Las funciones afines, en particular la función constante.
- La función
{\displaystyle \sum _{i=1}^{N}a_{i}x_{i}^{2}} siempre que {\displaystyle \sum _{i=1}^{N}a_{i}=0}.

## Conexiones con el análisis de funciones complejas de variable compleja
La parte real e imaginaria de cualquier función holomorfa son funciones armónicas. Esto se deriva de que toda función holomorfa verifica las ecuaciones de Cauchy-Riemann. En tal caso se dice que son armónicas conjugadas.

## Propiedades de las funciones armónicas
Algunas propiedades importantes de las funciones armónicas se pueden deducir de la ecuación de Laplace.

### El teorema de regularidad para las funciones armónicas
Las funciones armónicas son infinitamente derivables. De hecho, son funciones analíticas.

### El principio del máximo
Las funciones armónicas satisfacen el siguiente principio del máximo (conocido como el principio débil del máximo): si K es cualquier subconjunto compacto de D, entonces f, en K, alcanza sus máximo y mínimo en la frontera de K. 
Si además D es conexo, se tiene que f no puede tener máximos o mínimos locales, excepto si f es constante (conocido como el principio fuerte del máximo).

### El teorema de la media aritmética
El teorema recibe otros nombres como propiedad de la media de las funciones armónicas. Establece que si tenemos una función armónica definida en una bola, podemos determinar el valor de la función en el centro de la bola a partir de la media de los valores de la función en su superficie. Es más:
Si {\displaystyle B(x,r)} es una bola de centro x y radio r contenida completamente en D, entonces el valor de f(x) en el centro de la bola está dado por el valor medio de f en la superficie de la bola; este valor medio es también igual al valor medio de f en el interior de la bola. En otras palabras
{\displaystyle u(x)={\frac {1}{\omega _{n}r^{n-1}}}\oint _{\partial B(x,r)}u\,dS={\frac {n}{\omega _{n}r^{n}}}\int _{B(x,r)}u\,dV}
donde {\displaystyle \omega _{n}} es el área de la superficie de la bola unidad en n dimensiones.

### El teorema de Liouville
Si f es una función armónica definida en todo Rn que está acotada superior o inferiormente, entonces f es constante.

## Ejemplos de funciones armónicas

### Sobre el círculo unidad
Una función continua sobre el círculo unidad que además sea armónica en el interior de dicho círculo queda determinada por los valores que toma la función sobre el círculo unidad:

{\displaystyle u(r,\theta )=\int _{S^{1}}{\frac {1-r^{2}}{1-2r\cos \theta +r^{2}}}f(\theta )\ d\theta }

donde:
{\displaystyle f(\theta )=u(1,\theta )\,}

### Sobre la esfera unidad
La construcción anterior mediante el núcleo de Poisson puede extenderse al caso de una n-esfera:

{\displaystyle u(\mathbf {x} )=\int _{S^{n}}{\frac {1-\|\mathbf {x} \|^{2}}{\|\mathbf {x} -{\boldsymbol {\zeta }}\|^{n}}}f({\boldsymbol {\zeta }})\ d^{n}{\boldsymbol {\zeta }}}

## Función subarmónica
Una función sub-armónica sobre un dominio {\displaystyle \scriptstyle \Omega } es una función {\displaystyle \scriptstyle u} continua sobre ese dominio que satisface la propiedad de ser inferior a su valor medio sobre un contorno cerrado. Esa condición se satisface si para cada {\displaystyle \scriptstyle a\in \Omega } existe una bola cerrada {\displaystyle \scriptstyle {\bar {B}}(a,R)\subset \Omega } de centro {\displaystyle \scriptstyle a} y radio {\displaystyle \scriptstyle R} tal que:

{\displaystyle u(a)\leq \int _{S^{n}}u(a+r\zeta )\ d\sigma (\zeta )}

siempre que {\displaystyle \scriptstyle 0<r\leq R}, siendo {\displaystyle \scriptstyle S^{n}} la n-esfera unidad y {\displaystyle \scriptstyle \zeta \in S^{n}}.